# Jokha al-Harthi
Jokha al-Harthi (àrab: جوخة الحارثي, Juẖa al-Ḥārṯī) (Oman, 16 de juliol de 1978) és una escriptora i professora omanita. Va ser educada entre Oman i el Regne Unit. Es va doctorar en àrab clàssic per la Universitat d'Edimburg. Actualment és professora associada del Departament d'Àrab de la Universitat Sultan Qaboos.
Al-Harthi ha publicat tres col·leccions d'històries curtes i tres novel·les (منامات, Manāmāt, Somnis; سيدات القمر, Sayyidāt al-Qamar, Senyores de la lluna; i نارنجة, Nārinja, Taronja amarga), així com diverses recerques a nivell acadèmic. La seva obra ha estat traduïda a l'anglès, el serbi, el coreà, l'italià i l'alemany i ha estat destacada a la revista Banipal. Va guanyar el Premi Sultan Qaboos de Cultura, Arts i Literatura, per la seva novel·la Nàrinja [Taronja amarga] el 2016.
Sayyidat al-Qàmar [Senyores de la lluna] va ser finalista del Premi Zayed 2011 i fou traduïda a l'anglès per Marilyn Booth. Es va publicar el 2018 sota el títol Celestial Bodies [Cossos celestes] i va guanyar el Premi Internacional Booker de 2019.